# Цибіна
Цибіна( пол. Cybina) — річка в Польщі, у Познанському повіті Великопольського воєводства. Права притока Варти (басейн Балтійського моря).

## Опис
Довжина річки 41 км, висота витоку над рівнем моря — 120  м, висота гирла над рівнем моря — 60  м, найкоротша відстань між витоком і гирлом — 24,46 км, коефіцієнт звивистості річки — 1,68 . Площа басейну водозбору 213  км².

## Розташування
Бере початок у болотистій місцині біля села Саннікі ґміни Костшин. Спочатку тече переважно на північний захід понад селом Промно, далі через озеро Ґура і повертає на південний захід. Тече понад Узажево-Губи, через озеро Сважецьке біля міста Сважендз і у місті Познань впадає у річку Варту, праву притоку Одри.
Притоки: Дарзинка, Струга (ліві); Канал Шкутельняк, Млинувка, Шклярка, Зелінка (праві).

## Цікаві факти
- У селі Катожинкі на річці розташований національний лісозаповідник «Долина Цибіни».[1]